# Faisselle
Faisselle és un formatge francès elaborat amb llet crua de vaca, cabra o ovella. El nom prové del motlle amb què es cola el formatge: faisselle.
La faisselle es produeix tradicionalment al centre de França però, com que el seu nom no està protegit, es pot produir a altres llocs amb llet pasteuritzada. Es menja sovint com a postres salades amb sal, pebre, cibulet o escalunyes. També es menja com a postres dolces, servit amb sucre o mel, i s'utilitza com a ingredient en pastissos.